# Campeonato Sudamericano de Football 1929
Il Campeonato Sudamericano de Football 1929 fu la dodicesima edizione della Coppa America di calcio. Previsto per il 1928, fu posticipato di un anno, per la presenza al torneo di calcio dei Giochi della IX Olimpiade di Perù, Argentina e Uruguay (queste ultime due vinsero rispettivamente argento e oro). Fu organizzato dall'Argentina dal 1º al 17 novembre 1929.

## Città e stadi
Tre furono gli stadi che ospitarono le gare, tutti a Buenos Aires:
| Città        | Stadio                   |
| ------------ | ------------------------ |
| Buenos Aires | Estadio Alvear y Tagle   |
| Buenos Aires | Estadio Gasómetro        |
| Buenos Aires | Estadio de Independiente |

## Nazionali partecipanti
| N° | Nazione   | Iscrizione CONMEBOL | Note                                             |
| -- | --------- | ------------------- | ------------------------------------------------ |
| 1  | Argentina | 1916                | Detentore Coppa America 1927 e nazione ospitante |
| 2  | Brasile   | 1916                | Rinuncia                                         |
| 3  | Cile      | 1916                | Rinuncia                                         |
| 4  | Uruguay   | 1916                |                                                  |
| 5  | Paraguay  | 1921                |                                                  |
| 6  | Perù      | 1925                |                                                  |
| 7  | Bolivia   | 1926                | Rinuncia                                         |
| 8  | Ecuador   | 1927                | Rinuncia                                         |

## Formula
La formula prevedeva che le quattro squadre partecipanti si affrontassero in un unico girone all'italiana, la cui prima classificata avrebbe vinto il torneo. Per ogni vittoria si attribuivano 2 punti, 1 per ogni pareggio e 0 per ogni sconfitta.

## Riassunto del torneo
Le favorite erano l'Argentina, campione in carica e forte del fattore campo, e l'Uruguay, campione olimpico da due edizioni consecutive. Gli uruguaiani persero 0-3 all'esordio contro il Paraguay, compromettendo di fatto il proprio cammino. L'Argentina nell'ultimo match si impose 2-0 sull'Uruguay, facendo suo il quarto titolo continentale.

## Risultati
| Arbitro: | Galli |

|  |           |                                 |
|  | Marcatori | 16’, 86’ González 55’ Domínguez |

| Arbitro: | Tejada |

|                              |           |  |
| Peucelle 6’ Zumelzú 38’, 58’ | Marcatori |  |

| Arbitro: | Borelli |

|                                             |           |               |
| M. Evaristo 7’ Ferreira 24’, 48’ Cherro 50’ | Marcatori | 56’ Domínguez |

| Arbitro: | Barba |

|                                     |           |             |
| Fernández 21’, 29’, 43’ Andrade 69’ | Marcatori | 81’ Lizarbe |

| Arbitro: | Galli |

|                                                |           |  |
| Nessi 10’ González 55’, 63’, 69’ Domínguez 82’ | Marcatori |  |

| Arbitro: | Barba |

|                              |           |  |
| Ferreira 14’ M. Evaristo 77’ | Marcatori |  |

## Classifica finale
| Pos. | Squadra   | Pt | G | V | N | P | GF | GS | DR  |
| ---- | --------- | -- | - | - | - | - | -- | -- | --- |
| 1.   | Argentina | 6  | 3 | 3 | 0 | 0 | 9  | 1  | +8  |
| 2.   | Paraguay  | 4  | 3 | 2 | 0 | 1 | 9  | 4  | +5  |
| 3.   | Uruguay   | 2  | 3 | 1 | 0 | 2 | 4  | 6  | -2  |
| 4.   | Perù      | 0  | 3 | 0 | 0 | 3 | 1  | 12 | -11 |

## Classifica marcatori

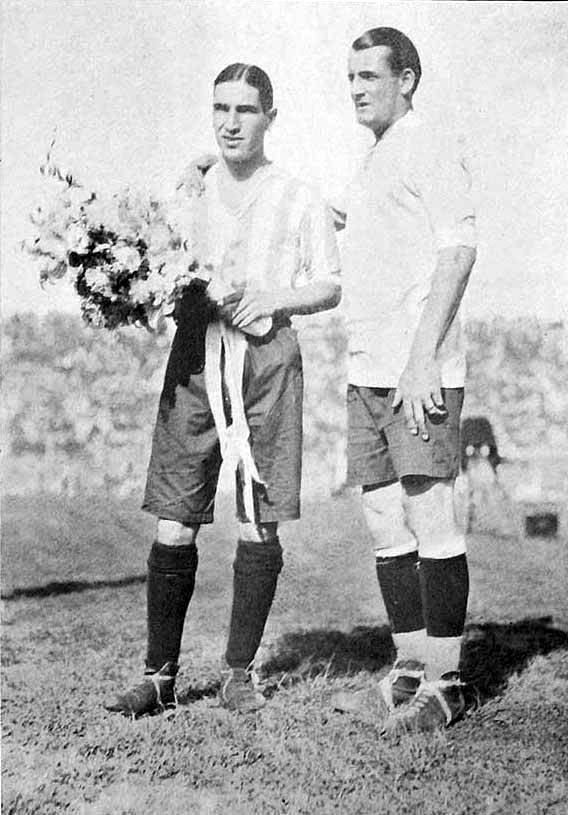
I capitani di Argentina e Uruguay prima dell'incontro tra le due Nazionali

5 goal
- González.

3 goal
- Ferreira;
- Domínguez;
- Fernández.

2 goal
- M. Evaristo e Zumelzú.

1 goal
- Cherro e Peucelle;
- Nessi;
- Lizarbe;
- Andrade.

## Arbitri
- José Galli
- Miguel Barba
- Julio Borelli
- Aníbal Tejada